# Gamma Piscium
Gamma Piscium (γ Piscium, förkortat Gamma Psc, γ Psc), som är stjärnans Bayerbeteckning, är en stjärna belägen mellan Eta Psc och Alfa Psc i västra delen av stjärnbilden Fiskarna. Den har en skenbar magnitud på 3,7 och är den ljusate stjärnan i Fiskarna. Den befinner sig på ett avstånd av 138 ljusår (ca 42 parsek) från solen.

## Egenskaper
Gamma Piscium är en gul jättestjärna av spektraltyp G9 III och har en yttemperatur på 4 885 K. Den är lite svalare än solen, har en radie som är 10 gånger solens och en utstrålning av energi som är 61 gånger större än solens. Den är 5,5 miljarder år gammal och har utvecklats från en vit stjärna i huvudserien av spektraltyp A2.
Dess hastiga rörelse (153 km/s) genom rymden tyder på att den är en besökare från en annan del av Vintergatan. Mätt i astronomiska termer kommer den snabbt att lämna närheten av solen. Dess metallicitet är bara en fjärdedel av solens, och besökare från utsidan av den tunna skivan som utgör Vintergatan tenderar att vara metallfattiga. Den har också en låg koldioxid-kvävehalt.
Gamma Piscium ligger inne i en asterism som kallas "Fiskarnas cirkel".